# Кампильо Паньягуа, Дария
Дария Кампильо Паньягуа (исп. Daría Campillo Paniagua), в монашестве Дария святой Софии (Daría de Santa Sofía; 8 сентября 1873, Витория-Гастейс — 24 ноября 1936, Патерна или Валенсия) — монахиня конгрегации кармелиток Милосердия Ведруны, мученица, блаженная Католической церкви.

## Биография
Родилась в Витории 8 сентября 1873 года в семье Каталино Кампильо Авилы и Сатурнины Паньягуа Лопес. Была крещена в церкви Святого Михаила 12 сентября того же года, получив имя Дария Алехандрина. Вместе с семьёй много лет прожила в Мадриде, где впервые встретилась с кармелитками Милосердия Ведруны. 23 декабря 1895 года, в возрасте 22 лет, вступила в новициат в Вике и приняла монашеское имя Дария святой Софии. После первых обетов была направлена в школу в Вике, оттуда в Кастельон, а затем в Дом Милосердия в Валенсии, где она несла служение в лазарете и вела уроки рукоделия и домоводства в школе, а также организовала детский театр.
Согласно декрету Народного фронта от 12 мая 1936 года всех монахинь, работавших в благотворительных заведениях, следовало заменить мирянками. После начала гражданской войны антикатолические гонения усилились. Дария с большой силой духа переживала трудные времена. 22 июля в Доме Милосердия была отслужена последняя месса, и вскоре сёстры той общины, к которой принадлежала Дария, переехали в квартиру без мебели, электричества и воды. 27 июля они были допрошены, и тем, у кого были родственники в Каталонии, Валенсии или Мурсии, разрешено было уехать домой, а монахини из Страны Басков и Кастилии не имели права покидать Валенсию.
17 ноября двенадцать монахинь, оставшихся в Валенсии, в числе которых была Дария, были арестованы членами Федерации анархистов Иберии, допрошены и приговорены к тюремному заключению, а 19 ноября доставлены в тюрьму Алакуас.
24 ноября 1936 года под предлогом, согласно которому монахинь следовало доставить в центр для эвакуированных детей, их отвезли на конноспортивный манеж в Патерне, где и казнили. Дария встретила мученическую кончину просто и молчаливо. Место её захоронения неизвестно.

## Память
Беатифицирована 11 марта 2001 года. Дни памяти —  22 сентября (вместе с Антонией Госенс Саэс де Ибаррой; в епархии Витории имеет статус обязательной памяти), 24 ноября (в составе группы из 12 кармелиток-мучениц) и 6 ноября (общий день памяти блаженных мучеников, погибших во время религиозных преследований в Испании в 1934—1939 годы; установлен конференцией епископов Испании в 2014 году).